# Rafael Potrie
Rafael Potrie Altieri (29 de março de 1984) é um matemático uruguaio, professor da Universidade da República.
Obteve um doutorado em 2012 na Universidade da República e na Université Sorbonne Paris Nord (Paris XIII), orientado por Sylvain Crovisier e Martin Javier Sambarino, com a tese Partial hyperbolicity and attracting regions in 3-dimensional manifolds.
Foi palestrante convidado do Congresso Internacional de Matemáticos no Rio de Janeiro (2018: Robust dynamics, invariant structures and topological classification).